# Baissophryganoides ponomarenkoi
Baissophryganoides ponomarenkoi is een fossiele soort schietmot uit de familie Phryganeidae.